# Parectecephala
Parectecephala là một chi ruồi trong họ Chloropidae.